# Geschiedenis van Gdańsk

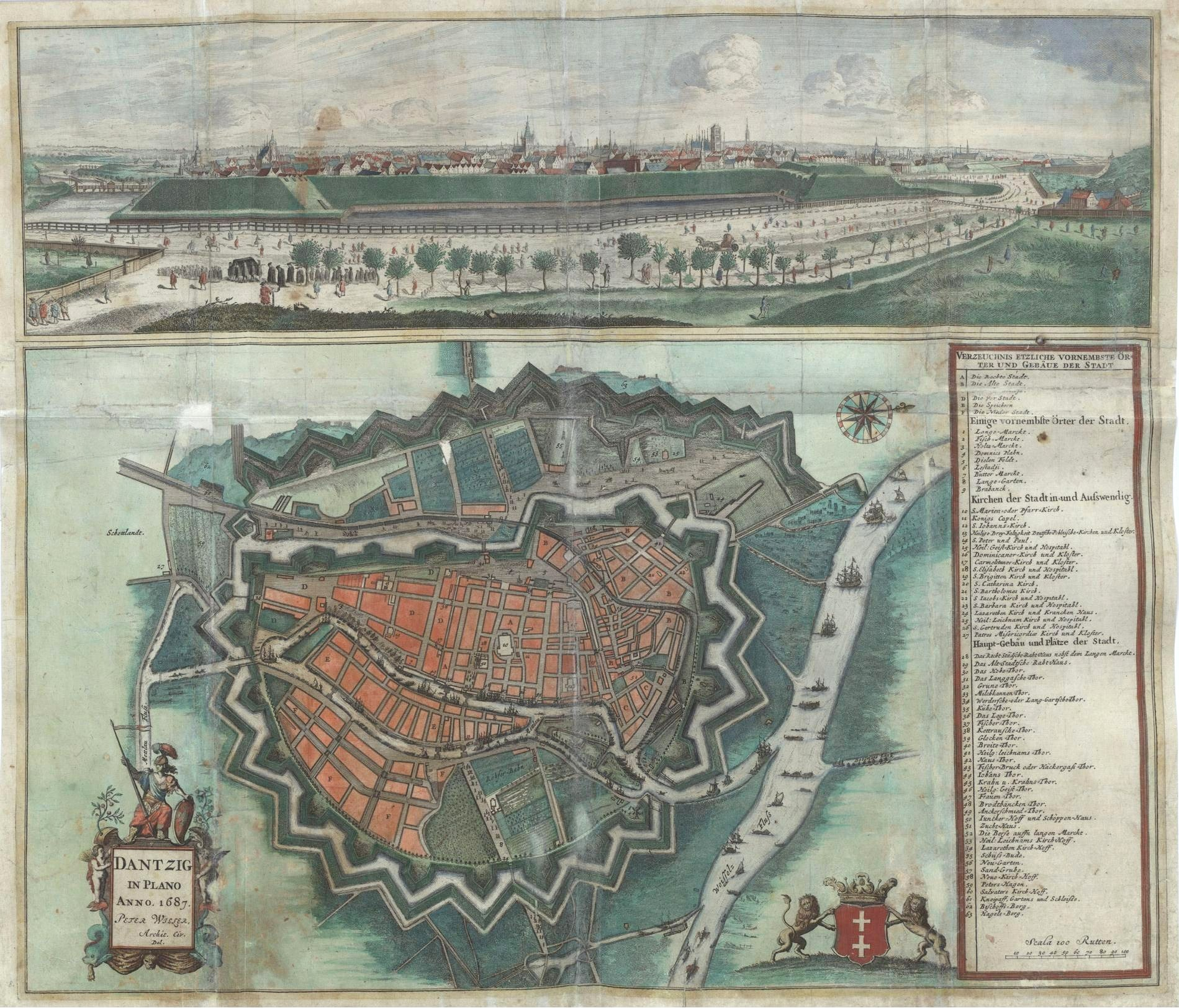
Kaart en stadsgezicht van Danzig uit 1687

Dit artikel beschrijft de geschiedenis van Gdańsk, een Poolse stad aan de Oostzee.

## Oudheid
Volgens archeologische opgravingen was de monding van de Weichsel (Pools: Wisła) een overslag- en handelscentrum tussen Scandinavië en oostelijk en Midden-Europa. De oude stad Truso lag oostelijk van het huidige Gdańsk. De Weichselmonding lag op de grens van Baltische volkeren. Baltische volken woonden al sinds 2000 v.C. ten oosten van de Weichsel, volgens Jordanes in zijn tijd onder de naam Estiërs of Aisten, niet te verwarren met de huidige Esten. Germaanse volken woonden sinds 300 v.C. westelijk ervan (het laatst onder de namen Rugiërs en Boergonden). Noord-Germaanse stammen uit Scandinavië, met name de Goten, trokken bij de Weichselmonding rond 200 n. C. het huidige Polen binnen om na enige tijd hun zwerftochten te beginnen door zuidelijk Europa. Door Jordanes werd het gebied rond het latere Danzig Gothiscandza genoemd (Gotenschans). In de 6de eeuw n.C. werden de Germaanse volken afgewisseld door Slavische stammen, die zich hier de Pomoranen (Duits: Pommern, Nederlands: Pommeren = kustbewoners) gingen noemen. Toen na 1200 zich Duitstaligen in dit gebied vestigden en de staat Pruisen stichtten, noemden zij de autochtone Baltische bevolking Pruzzen of later ook wel, ter onderscheiding van zichzelf, Altpreussen.

## Middeleeuwen
Het gebied van de Gotenschans was geen afgebakend stedelijk gebied. Als officiële "geboortedatum" van de stad wordt derhalve het jaar 997 gehanteerd, wanneer de stad als Gydannyzc voor het eerst in de historische kronieken vermeld wordt bij een bezoek van Boheemse bisschop, de heilige Adalbert (Pools: Wojciech), tijdens zijn kruistocht tegen de heidense Oude Pruisen (Baltische Pruzzen). In deze tijd is het slechts een vissersdorp. In 1148 werd de met aarden wallen en houten palissaden versterkte burcht zetel van de hertogen van Pommerellen, een geslacht dat zich in 1227 van de Poolse kroon onafhankelijk verklaarde door toenadering te zoeken tot de Rooms-Duitse keizer.
In het begin van de 13de eeuw was Gydannyzc, ook wel Kdancz genoemd, een vissersdorp en een handelsoverslagplaats van enige betekenis. De toenemende ‘internationale’ betekenis mag blijken uit de vestiging van een ‘Duitse’ handelskolonie, dat wil zeggen een stadswijk voor handelslieden uit het noorden van Duitsland en de Nederlanden, met een eigen kerk, de St. Katharina, en eigen bestuur en rechtspraak. De welvaart die deze kolonisten met zich meebrachten leidde ertoe dat zij in 1224 van de hertog een eigen rechtspleging kregen, zogeheten Duits recht, meer in het bijzonder Lübecker stadsrecht.

## Duitse Orde
Inmiddels probeerden de Poolse koningen de rechtsopvolgers (leenheren) van de hertogen te worden om zo de stad onder hun gezag te krijgen en de oostelijk wonende Baltische stam van de Pruzzen (waarvan afgeleid Pruisen, Duits: Preußen) onder controle te krijgen. Dat lukte niet, want de hertogen speelden de Duitse keizer en de Poolse koning tegen elkaar uit en Prussen waren niet te verslaan. Daarom riepen de Poolse koningen de ridders van de Duitse Orde te hulp. Nadat deze de Prussen had verslagen en gekerstend wilden zij het gebied van het latere Oost-Pruisen niet meer verlaten. De Poolse koning legde zich daar noodgedwongen bij neer omdat hij niet in staat was zijn land te beschermen tegen de sinds 1240 onder Dzjengis Khan ingezette Mongoleninvallen uit het oosten. Het systeem van weerburchten dat de Duitse Orde oprichtte voldeed namelijk om de Mongolen weg te houden van de Oostzeehavens, een van hun oorlogsdoelen. Na het uitsterven van het hertogengeslacht in 1294 brak tussen Polen, Pommeren, Brandenburg en de Duitse Orde een strijd los om het gezag over de stad en de toegang tot de Oostzee. Danzick groeide uit tot een van de belangrijkste steden in de regio met een rijke Nederduitstalige bevolking en handelslieden uit Scandinavië, Nowgorod en de Nederlanden. De Slavische en Pruzzische visserswijken speelden vanaf toen nog maar een marginale rol.
De Duitse Orde had vanuit haar Monastieke Staat in het onderworpen Pruisen zijn zinnen op deze plaats gezet. In 1308 lukte het de Duitse Orde de stad te veroveren en kreeg ze de erkenning daarvoor van haar concurrenten Brandenburg, Pommeren en Polen. De autochtonen die zich met de Orde verzoenden gingen deel uitmaken van de lagere landadel en vrije boeren. De stad werd voorzien van stenen weermuren en enige tijd later van een burcht op de plaats van de hertogelijke burcht.

## De Hanze

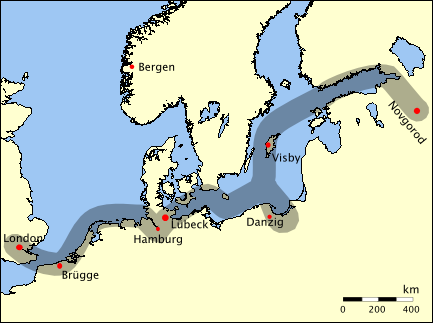
Hoofdhandelsroutes van het Hanzeverbond

Om haar onafhankelijkheid te kunnen verzekeren trad de stad toe tot het hanzeverbond van overwegend Noord-Duitse steden. Met enkele andere steden in het gebied van de Duitse Orde kwam Danzig gaandeweg steeds meer tegenover de centralistische en bureaucratische adelsmacht van de Orderidders te staan. Met andere steden en dissidente edelen vormden zij de Pruisische Bond (Preussischer Bund), die bij de Poolse koning steun zocht tegen de Orde. Pas toen de Orde in 1466 een grote en definitieve nederlaag leed tegen het Poolse leger, waarin ook deze Pruisische Bond deelnam, kwam de stad onder de Poolse kroon met uitdrukkelijk behoud van al zijn vrijheden. Hetzelfde gebeurde met andere Pruisische steden zoals Elbing (Pools: Elbląg) en Thorn (Pools: Toruń). Overigens moest de hele provincie West-Pruisen, de genoemde steden inbegrepen, door de Duitse Orde aan de Poolse kroon worden afgestaan, onder toezegging van een autonome status (het zogenaamde Grote Privilege). Hoewel die autonomie later weer onder druk kwam te staan en in West-Pruisen, de kleinere steden inbegrepen, praktisch opgeheven zou gaan worden, wist Danzig zich als 'vrije stadsrepubliek' toch te handhaven op grond van zijn economische macht, waarvan de Poolse koningen voor hun inkomsten mede afhankelijk waren.
Hoewel Danzig een sterk kosmopolitisch karakter bezat - er bestonden Scandinavische, Engelse en Schotse koopliedengemeenschappen - bleef zij tot de Duitstalige cultuurwereld behoren. De interne bestuurs-, gerechts-, kerk- en onderwijstaal was dan ook vanaf het begin van de stadsstichting voornamelijk Hoogduits, met daarnaast ook het gebruik van Nederduitse varianten. Alleen met het Poolse hof werd ook wel in het Pools gecorrespondeerd en dat hof schreef daarop vaak in het Hoogduits terug als een vorm van middeleeuwse taaletiquette. Inmiddels was het inwonertal van het begin van de stadsvestiging in de 16de eeuw verzesvoudigd tot 30.000 en daarmee hoorde Danzig tot de middelgrote steden in Europa. Economisch had de stad een sleutelpositie in de handel tussen Oekraïne en Polen enerzijds en Scandinavië en West-Europa anderzijds. Die handel was modern georganiseerd en omvatte een eigen krediet verschaffend bankwezen en zelfs verzekeringsmaatschappijen die het risico van transporten dekten.
Vanaf de 2de helft van de 14de eeuw bestonden er intensieve handelsbetrekkingen tussen Danzig en de Nederlanden en naast de constante instroom van immigranten uit de Noord-Duitse steden was een aanzienlijk deel van de nieuw ingeschreven burgers dan ook uit het gebied van het huidige Nederland en Vlaanderen afkomstig. Zij kregen een dusdanige machtspositie dat de stadsraad in 1457 verdere immigratie verbood, maar dat nam niet weg dat Nederlandse en Vlaamse handelsschepen de meerderheid bleven vormen onder de schepen die de Danziger haven in- en uitvoeren en een eeuw later begonnen zich opnieuw Nederlanders in groten getale in de stad te vestigen.

## Reformatie
In de 16de eeuw zouden zich Friese, Hollandse en Vlaamse en daarnaast ook Engelse en Schotse handelarengemeenschappen in de stad vestigen. Het stadsbestuur zelf demonstreerde zijn onafhankelijkheid door tot de Lutherse protestantse kerkhervorming over te gaan in 1522, waartegen de rooms-katholieke Poolse koningen niets konden ondernemen. De Contrareformatie die zij na een halve eeuw godsdienstvrijheid in geheel Polen doorvoerden, kreeg slechts beperkte toegang tot de stad en alleen drie kerken van kloosterorden bleven in handen van het oude geloof, waarvoor een kwart van de stadsbevolking (merendeels Kasjoeben en een klein deel van de Duitse stadsbevolking) de voorkeur had. Bovengenoemde buitenlanders en ook Polen kregen wel vestigingsrechten maar geen volledig burgerrecht. Zij konden eigen, bijvoorbeeld calvinistische, geloofsgemeenschappen oprichten. Friese en Noord-Hollandse mennonieten (doopsgezinden) werden aangetrokken om de moerassige Weichseldelta in te polderen. Zij stichtten daar bloeiende dorpen, van waaruit elke volgende generatie tot ver in Polen langs de Weichsel weer nieuwe kolonies inrichtte. Het grootste deel van de mennonieten zou na twee eeuwen weer vertrekken, toen tsarina Catharine de Grote van Rusland hen op aantrekkelijke voorwaarden nieuw land aanbood in het zuiden van Oekraïne.
Het lutheranisme manifesteerde zich al in 1522 door volkspredikers en kreeg een sterke positie in de stad als spreekbuis van de volksmassa tegenover het patriciaat. De stedelijke raad koos uiteindelijk ook voor de nieuwe godsdienst om zich tegenover de koning beter te kunnen positioneren, immers hij was katholiek en oefende via kerk en bisschoppelijke hiërarchie een invloed uit die zij met een eigen kerkorganisatie nu konden neutraliseren. In 1557 moest de Poolse koning de nieuwe religie als gelijkberechtigd erkennen. Toch zou het Poolse hof herhaaldelijk proberen zijn macht via de katholieke minderheid tot gelding te brengen. Dat werkte averechts en in 1577 werden de katholiek gebleven kerken en kloosters geplunderd. Daarna zou het streven van de Poolse koningen vooral met geld afgekocht worden en het enige prestigieuze symbool van de koningsmacht zou ten slotte gestalte krijgen in een koninklijke kapel die tegen de lutherse hoofdkerk van de stad werd aangebouwd. Ook het aanbrengen van het Poolse wapen aan de gevels van de stadskantoren was zo'n symbool: formeel bleef de Poolse koning immers soeverein over de stad. 

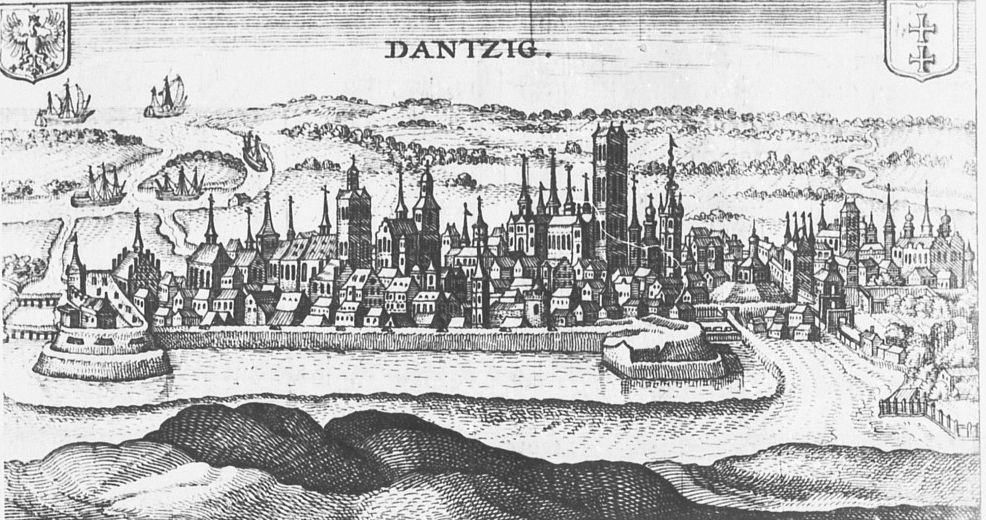
Gezicht op Danzig omstreeks 1628

Het calvinistische element in de stad werd in deze tijd opnieuw zo sterk dat de Lutherse burgerij met hulp van de Poolse koning in 1605 aan calvinisten de toegang tot officiële functies ontzegde. Deze hervormden zouden daarna opgedeeld raken tussen in een Duitstalige en Nederlandstalige gemeente (de laatste bleef tot 1810 bestaan). Het katholieke bevolkingselement vond onder het Poolse koningsgezag bescherming, zodat het toenam van een vijfde tot een derde, maar het werd daarom ook gevaarlijk geacht en de stad probeerde dat in te dammen door de vestiging van Polen als burger te bemoeilijken. Dat kon niet door godsdienst als criterium te stellen, maar wel door te eisen dat nieuwe burgers ‘von Deutscher Zunge’ waren, waarmee de kans dat zij Polen en dus koningsgetrouw waren verminderd werd.

## Bloeitijd
In de 16e en 17e eeuw kende Danzig zijn gouden eeuw. Bijna de gehele Poolse graanexport ging door haar haven, waardoor zij als grootste en rijkste havenstad aan de Oostzee gold, met de eretitel van Koningin van de Oostzee. Met 60.000 tot 80.000 inwoners was Danzig de grootste stad, niet alleen van het Koninkrijk Polen, maar van het gehele Oostzeegebied.
Uit deze periode stamt de Nederlandse/Vlaamse invloed op de architectuur van de stad en dan met name de burgerhuizen en stadsgebouwen. Om slechts een paar te noemen: Anthonis van Obbergen en Abram en Willem van den Blocke en (Duits: vom Blocke) en zonen, allen uit Mechelen, bouwden objecten van grote schaal zoals stadspoorten, vestingwerken en sluizen; Hans Vredeman de Vries uit Leeuwarden werd stadsarchitect. Het is daarom niet verwonderlijk dat historisch Danzig aan Amsterdam en Antwerpen doet denken.

## Terugval
De welvaart nam in de 17e eeuw weer af door de Dertigjarige Oorlog, die Duitsland verwoestte. Deze oorlog werd met Danzig als strategisch bruggenhoofd door de Zweedse koning als leider van de lutheranen tegen de Habsburgse keizers en het koninkrijk Polen gevoerd. Een algehele economische stagnatie in Polen en dus ook in Danzig was het gevolg.
In de 18e eeuw begon Danzig aan macht in te boeten, hetgeen deels te wijten was aan de opkomst van Riga en nog meer de nieuwe grote Oostzeehaven van Sint-Petersburg, die de handel naar en uit Rusland naar zich toetrok en dit Russische tsarenrijk zou door annexatie ook het grootste (oostelijke) deel van het Pools-Litouwse Gemenebest gaan omvatten. Rusland zou in de loop van de 18e eeuw zou Rusland met enkele belegeringen en tijdelijke bezettingen Danzig op deze plaats blijven wijzen.
In de 18de eeuw veroorzaakte de economische terugval een verloop onder de stadsbevolking; zij zakte onder het niveau van 1500 dat toen op 50.000 inwoners lag.

## Van Koninkrijk Pruisen naar Duits keizerrijk
Bij de Tweede Poolse Deling werd Danzig in 1793 aan het koninkrijk Pruisen toegewezen, dat de stad tegenover Napoleon militair versterkte. In 1807 werd de stad belegerd en ingenomen door Napoleon. De stad werd deel van een nieuw Hertogdom Warschau dat haar los maakte van Pruisen. (zie ook: Vrije stad Danzig (1807-1814)) Maar de stad werd in 1813 heroverd door een Pruisisch-Russisch leger en bleef de stad uiteindelijk toch bij Pruisen. Bij de Duitse eenwording kwam het in 1871 bij het Duitse Keizerrijk, als hoofdstad van de bij de Eerste Poolse Deling in 1772 al Pruisisch geworden provincie West-Pruisen (het vroegere Koninklijk Pruisen onder de Poolse kroontijd).

## Interbellum

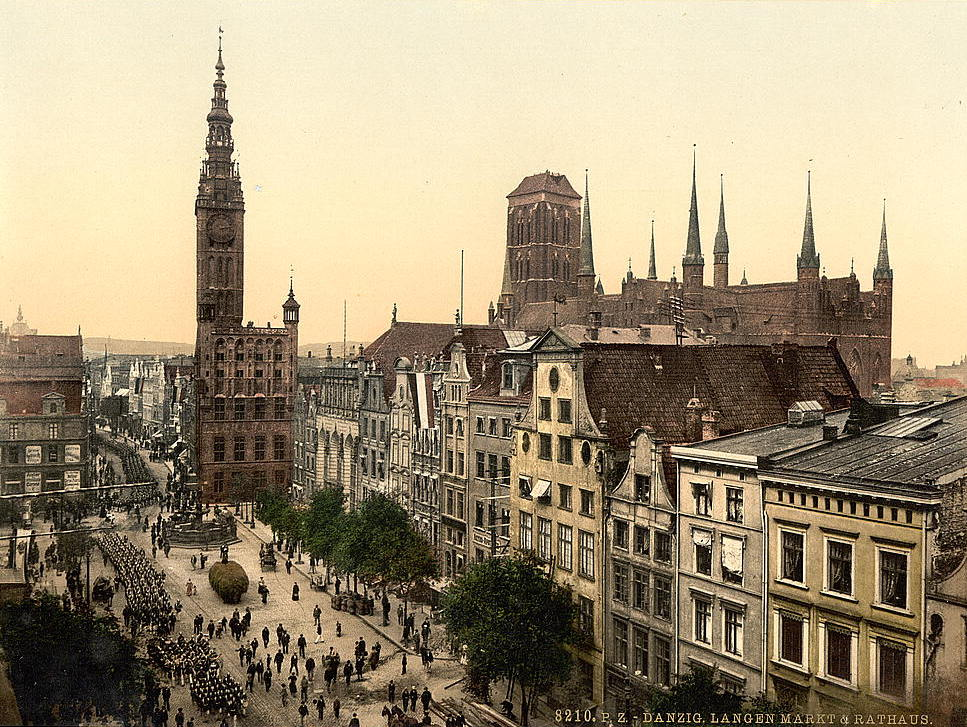
De Langer Markt, met zicht op Marienkirche op de achtergrond en het raadhuis, omstreeks 1900

Na de Eerste Wereldoorlog werd de stad bij het Verdrag van Versailles in 1919, onder protest van zijn Duitse en veelal nationalistische inwoners, van de rest van Duitsland en van haar achterland afgesneden, terwijl slechts met de Duitse exclave Oost-Pruisen een grens bleef bestaan. West-Pruisen werd in 1920 definitief weer deel van een Poolse staat, als de zogenaamde Poolse corridor die het nieuw opgerichte Polen met de zee moest verbinden. Polen beschouwde de stad als onvervreemdbare erfenis van de Poolse koningen en stelde dat minstens een derde van de bevolking, namelijk de rooms-katholieken, als Polen van afkomst, hoewel deze 'Polen' Duitstalig waren. De toenmalige Danzigers hadden geen behoefte aan deze historische determinering en politieke agitatie en stakingen van de Danziger havenarbeiders, die de doorvoer naar de nieuwe Poolse republiek stillegden, ontkrachtten de Poolse aanspraken. Frankrijk had de hoop dat het nieuwe en zelfbewuste Polen de Danzigers tot Polen zou kunnen assimileren. De Engelse vrees dat zo'n annexatie van Danzig juist een blijvende bron van onrust zou maken, werd gevoed door de toenadering tussen Duitsland en de jonge Sovjet-Unie. Hoewel Polen ook Danzig claimde, als een voor zijn economie noodzakelijke zeehaven, durfde de Vredesconferentie het desondanks en tegen de wens van Frankrijk niet aan om ook de stad aan Polen toe te wijzen. Omdat de positie van Duitsland verzwakt moest worden werd haar de status van vrijstaat onder toezicht van de Volkenbond opgelegd: de vrije stad Danzig (1920-1939) was geboren. Polen zou doorvoerrechten in deze stadstaat krijgen (met vrije toegang in de haven, met handels- en douanekantoren, en het beheer over het spoorwegnet) en daarin van Duitsland onafhankelijk kunnen blijven. De vrijwel geheel (meer dan 95 %) Duitstalige stadsbevolking was tegen deze 'tussenstatelijke' constructie en boycotte alle Poolse instellingen, zoals enkele scholen, postkantoren en onderzoeksinstituten.
Om Danzig met een economische boycot op den duur te dwingen tot aansluiting bij Polen, besloot dat land met Frans investeringskapitaal in 1920 een nieuwe concurrerende haven aan te leggen in het naburige, op Pools grondgebied gelegen, vissersdorp Gdynia (Duits: Gdingen, 1939-1945: formeel Gotenhafen). De economische activiteiten in Danzig liepen door het verlies van de Poolse import en export inderdaad sterk terug en konden slechts voor een deel door Duitse investeringen en subsidies gecompenseerd worden. De Danzigers verhardden hun positie echter en de oude banden met Duitsland werden steeds strakker aangehaald. Duitsland stelde het Duitse staatsburgerschap ook voor de Danzigers open en dezen konden zonder beperkingen in Duitsland werken en publieke ambten verwerven. De stad bleef zo politiek en ambtelijk vervlochten met het Duitse Rijk.
In 1933 koos de bevolking met een uiterst kleine meerderheid de nationaalsocialistische partij in het stadsbestuur. De nazi’s namen het bestuur over, hoewel het Volkenbondtoezicht de uitvoering van hun nieuwe dictatoriale wetshandhaving tot 1939 nog enigszins temperde. De nazificering van recht en bestuur en de ontrechting van Joden werd ten opzichte van de ontwikkelingen in het Derde Rijk met een vertraging van enkele jaren doorgevoerd. De oppositiepartijen werd functioneren onmogelijk gemaakt, sociaaldemocraten en communisten geïsoleerd en geïntimideerd.

## Tweede Wereldoorlog

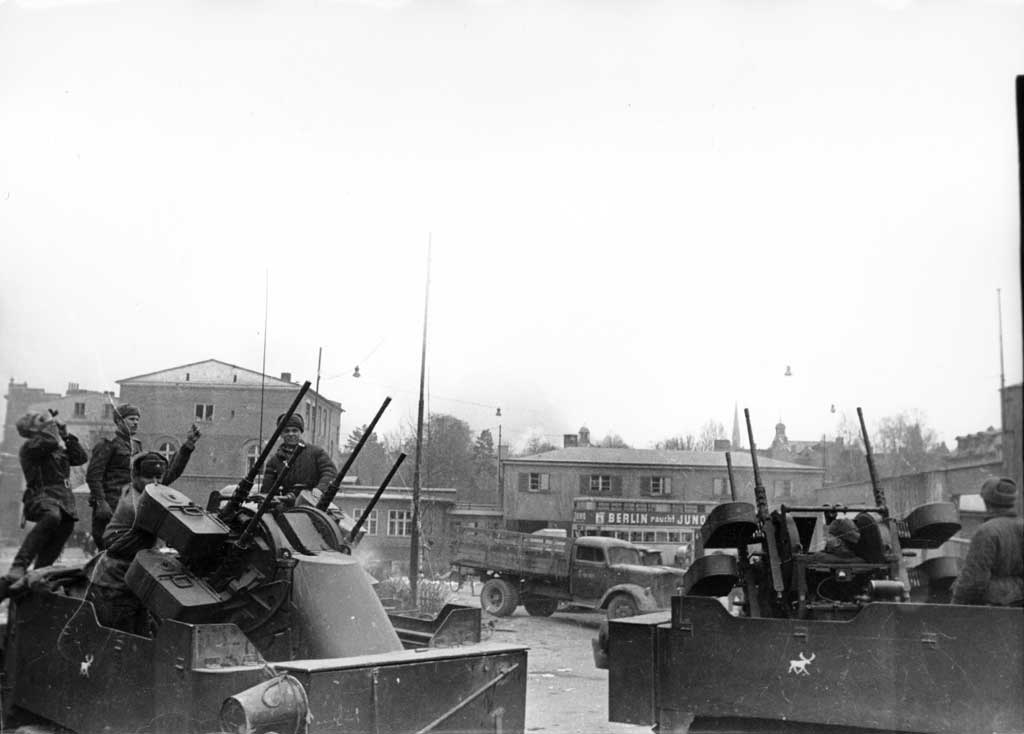
Sovjet-troepen in Danzig in maart 1945

Op 1 september 1939 werden de Poolse munitiedepots op de kade, genaamd de Westerplatte, door de Duitse marine vanuit zee beschoten als een provocatie die dan ook inderdaad met Pools tegenvuur werd beantwoord en de Wehrmacht een aanleiding gaf tot het binnentrekken van de stad. Dat leidde tot de oorlogsverklaringen tussen Polen en Duitsland en het begin van de Tweede Wereldoorlog. Deze episode wordt beeldend beschreven in de deels autobiografische roman De blikken trommel van Günter Grass. De vrije stad Danzig hield na de annexatie door het Groot-Duitse Rijk op 3 september 1939 op te bestaan al werd ze volkenrechtelijk niet opgeheven.
Begin 1945 vonden vanuit Danzig grote reddingsacties plaats voor de Duitse bevolking van onder meer Oost-Pruisen en West-Pruisen, die op dat moment frontgebied waren geworden en onder grote verwoestingen door het Rode Leger veroverd werden. Vele Duitse burgers, met name kinderen, vrouwen en bejaarden, werden per schip overgebracht naar veilige steden als Kiel, Lübeck en Kopenhagen. De grootste scheepsramp uit de moderne geschiedenis vond plaats toen een van die schepen, de Wilhelm Gustloff met 9.000 opvarenden, door een Sovjet-onderzeeër werd getorpedeerd. Ook de Steuben en de Goya met 15.000 opvarenden onderging dat lot. Ongeveer een miljoen Duitsers uit West- en Oost-Pruisen ontkwam wel levend over de Oostzee en enkele miljoenen anderen slaagden erin lopend of met paard en wagen over de weg naar het westen te ontkomen.

## Naoorlogse periode

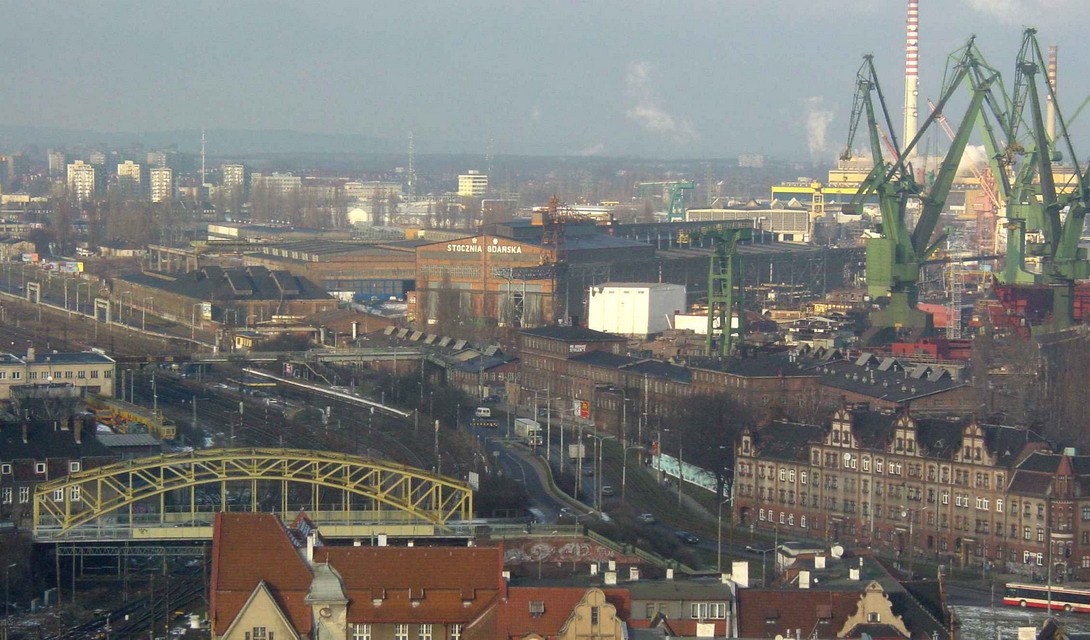
De scheepswerf van Gdańsk, de bakermat van de vakbond Solidarność

Na de Tweede Wereldoorlog, waarin de stad voor 80% verwoest werd, is de stad volgens de Conferentie van Potsdam toegewezen aan Polen. Sindsdien draagt zij uitsluitend haar Poolse naam Gdańsk. Voor zover achtergebleven werd de Duitstalige bevolking van 1945-1947 op vaak gewelddadige wijze geïnterneerd en naar het westen gedeporteerd. In totaal is een kwart van de oorspronkelijke Danzigers tussen december 1944 en begin 1948 om het leven gekomen. Enkele duizenden bleven achter omdat zij op (gedeeltelijk) Kasjoebische of Poolse voorouders konden wijzen. De herbevolking van de stad vond nu plaats met Polen vooral uit de gebieden die Polen aan de Sovjet-Unie had moeten afstaan, nu gelegen in Litouwen, Wit-Rusland en Oekraïne. Voor hen werden in eerste instantie grootschalige flatcomplexen gebouwd omdat de oude stad onbewoonbaar was.
Ondanks de rampzalige toestand van Polen werd al meteen na de oorlog begonnen aan de herstellings- en restauratiewerken van de historische stadskern, die in feite neerkwamen op een volledige reconstructie. Alleen de zware muren van de kerken stonden nog gedeeltelijk overeind; van de historische gevelrijen stond vaak weinig meer dan twee meter nog recht. Eén laatmiddeleeuws huis is bewaard gebleven, omdat het in 1824 als architectonische bijzonderheid werd overgebracht naar Potsdam. Het doel van de reconstructie was na 1945 niet om de stad er te doen uitzien zoals voor de oorlog, maar zoals in de tijd vóór 1793 het geval was, toen zij formeel nog onder Polen behoorde. Bij de reconstructie werden de rooilijnen vaak verder naar achter gelegd om bredere straten mogelijk te maken. De oude gevels werden in kopie herbouwd, terwijl de interieurs een moderne vormgeving kregen. Huisnamen en andere gevelopschriften evenals openbare monumenten werden niet hersteld omdat zij - als regel - Duitstalige opschriften droegen. Enkele uitzonderingen in het Latijn en het Nederduits zijn wel bewaard gebleven.
Gdańsk werd opnieuw een belangrijke havenplaats; de scheepsbouw beleefde er onder het communistische regime jaren van bloei. In de jaren 80 verwierf de stad faam, toen onder leiding van Lech Wałęsa op de plaatselijke Leninwerf de vakbond Solidarność (Solidariteit) werd opgericht. Deze beweging wordt gezien als een van de belangrijkste elementen in de val van het communisme in Oost-Europa.
Dankzij de inspanningen van de restaurateurs wordt het Gdańsk van vandaag samen met het eveneens in kopie gerestaureerde Warschau en het nog vrijwel geheel authentieke Krakau tot de mooiste steden van Polen gerekend.